# Grlice
Grlice (Streptopelia), ptičji rod iz porodice golubovki.

## Vrste
1. Streptopelia bitorquata (Temminck, 1809) – sundska gugutka[1]
2. Streptopelia capicola (Sundevall, 1857) – sivokrila gugutka[1]
3. Streptopelia chinensis (Scopoli, 1786) – pjegava grlica [1]
4. Streptopelia decaocto (Frivaldszky, 1838) – gugutka[1]
5. Streptopelia decipiens (Hartlaub & Finsch, 1870) – sivoglava gugutka[1]
6. Streptopelia hypopyrrha (Reichenow, 1910) - mrka grlica[1]
7. Streptopelia lugens (Ruppell, 1837) – siva grlica[1]
8. Streptopelia orientalis (Latham, 1790) – azijska grlica[1]
9. Streptopelia reichenowi (Erlanger, 1901) – etiopska gugutka[1]
10. Streptopelia roseogrisea f. risoria (Linnaeus, 1758) – siva gugutka[1]
11. Streptopelia roseogrisea (Sundevall, 1857) - sahelska gugutka[1]
12. Streptopelia semitorquata (Ruppell, 1837) – crvenooka gugutka[1]
13. Streptopelia senegalensis (Linnaeus, 1766) – plavokrila grlica[1]
14. Streptopelia tranquebarica (Hermann, 1804) – riđa gugutka[1]
15. Streptopelia turtur (Linnaeus, 1758) – grlica ili Europska divlja grlica[1]
16. Streptopelia vinacea (Gmelin, 1789) – vinasta gugutka[1]

Neke ptice iz drugih rodova također se nazivaju grlicama:
- †Nesoenas cicur - mauricijska grlica
- †Nesoenas rodericanus - maskarenska grlica
- Macropygia unchall - prugasta grlica
- Macropygia rufipennis - andamanska grlica
- Macropygia emiliana - riđa grlica
- Macropygia tenuirostris -  filipinska grlica
- Macropygia magna - malosundska grlica
- Macropygia amboinensis - tankokljuna grlica
- Macropygia phasianella - smeđa grlica
- Macropygia ruficeps - riđoglava grlica
- Macropygia nigrirostris - novogvinejska grlica
- Macropygia mackinlayi - melanezijska grlica
- Turacoena manadensis - bjeloglava grlica
- Turacoena modesta - timorska grlica
- Reinwardtoena reinwardtii - velika grlica
- Reinwardtoena browni - crno-bijela grlica
- Reinwardtoena crassirostris - kudrava grlica
- Turtur chalcospilos - zelenopjegava grlica
- Turtur abyssinicus - plavokapa grlica
- Turtur afer - plavopjegava grlica
- Turtur tympanistria - bjeločela grlica
- Turtur brehmeri - plavoglava grlica
- Oena capensis - dugorepa grlica